# Orbital
Orbital is een Brits muziekduo gevormd door de broers Paul Hartnoll en Phil Hartnoll. Hun muziek kan worden omschreven als combinatie van techno, ambient, house en chill-out; later kwam ook de invloed van jungle om de hoek kijken. Als een van de weinige dancegroepen schuwen ze niet om politieke statements in hun muziek te verwerken. Het meest bekend zijn ze van singles als Chime (1989), Halcyon (1992) en The Box (1996).  Orbital heeft ook filmmuziek gemaakt voor onder andere The Saint en Octane. Twee keer ging de groep met ruzie uiteen. Maar werd daarna na enkele jaren weer heropgericht.  

## Begintijd
De broers Hartnoll groeien op in Dartford. Phil is in de jaren tachtig bouwvakker. De jongere Paul is bezig in een band en verdient geld als afwasser. Als de housemuziek opkomt beginnen de twee ook met het produceren van elektronische dansmuziek. In hun thuisland scoorden ze vrijwel meteen een hit, in 1990 met hun eerste echte single Chime. De productie van het nummer kostte de band naar eigen zeggen de prijs van de cassette waar het op werd gezet. Via bevriende dj Jazzy M krijgen ze een platencontract. Het nummer kwam tot nummer 17 in de Britse Top 40. In Nederland en België was het slechts een clubhit. Enkele ep's volgen. Op III staat het nummer Satan. Het nummer is gemaakt uit solidariteit naar Judas Priest, die in 1990 in moelijkheden is gekomen omdat ze voor de rechter moeten komen vanwege beschuldigingen van het aanzetten tot zelfmoord in hun teksten. Het debuutalbum Orbital verscheen in 1991.  
Een jaar na het debuutalbum verschijnt de ep Radiccio. Hierop staat het succesnummer Halcyon, dat samples bevat van Kirsty Hawkshaw uit de hit It's a Fine Day van Opus III. Het tweede album Orbital 2 verschijnt een jaar later. Naast Halcyon staat er ook de hit Lush op. De twee eerste albums staan ook wel bekend als respectievelijk Green Album en Brown Album (vanwege de kleuren van de albumhoescovers). Paul werkt in 1992 ook samen met Michael Hazell als Golden Girls. Hiermee maken ze de hit Kinetic. 

## Gloriedagen
In 1994 verschijnt het album Snivilisation waarop Allison Goldfrapp te gast is. Echt bekend werd het duo met het nummer The Box in 1996, in Nederland slechts een bescheiden hit, maar de videoclip (met Tilda Swinton in de hoofdrol) werd vanwege de opvallende stijl veel gedraaid. In het thuisland van Orbital kwam het nummer tot plaats 11. Het nummer staat op het album In Sides. Spraakmakend is ook de single The Girl With the Sun in Her Head, dat volledig met duurzame energie wordt geproduceerd. Het nummer is opgedragen aan Sally Harding, die fotografe was voor het label van de groep. In 1997 maken ze een nieuwe versie van het thema van The Saint, vanwege een moderne verfilming van de serie. Dat jaar werken ze ook samen met gitarist Kirk Hammett aan een nieuwe versie van hun oude plaat Satan. In 1999 volgt he album The Middle Of Nowhere. In 2001 brengen ze het album The Altogether waarop bijdragen van Kirsty Hawkshaw en van David Gray te horen zijn. In 2002 brengen ze een verzamelalbum uit met singleversies van hun succesvolste nummers. Als nieuwe single maken ze Frenetic, dat een vernieuwde vocale versie is van Kinetic van Golden Girls. In 2003 verzorgde het duo de soundtrack voor de film Octane. 

## Breuk
In 2004 kondigen de broers aan dat ze gaan stoppen met Orbital. Voor het afscheid hebben ze het album Blue geproduceerd, dat teruggrijpt op het geluid van de eerste twee albums. De reden is dat de twee ruzie hebben en niet meer kunnen samenwerken. Vijf jaar lang hebben ze geen contact. Beide worden solo actief in de muziek. Phil richt de groep Long Range op samen met producer Nick Smith. Daarvan verschijnt het album Madness And Me (2006). Ook Paul zit niet stil en brengt in 2007 zijn debuutalbum The Ideal Condition uit. Paul is ambitieus en betrekt een volledig strijkorkest bij zijn album dat veel invloeden uit klassieke muziek bevat. Prominente gasten zijn Robert Smith en Joseph Arthur. Het succes van Orbital weten beide broers met hun solowerk niet te evenaren.

## Comeback
In 2009 leggen ze ze ruzie bij. Daarna beginnen Paul en Phil weer optredens als Orbital te geven. Ze duiken ook weer de studio en een album met de naam Wonky verschijnt in april van  2012. Datzelfde jaar produceert Orbital de soundtrack voor de film Pusher. In 2013 gaat Orbital echter weer uit elkaar door ruzie tussen het tweetal. De broers worden weer actief met hun eigen projecten. Paul start samen met Lianne Hall het project Haunted House. Ook zit hij achter het project 8:58 waarmee hij in 2015 het gelijknamige album uitbrengt. Phil is in die periode actief als dj.
In 2017 wordt ook deze ruzie bijgelegd. Ze maken ze Orbital opnieuw actief met optredens en verscheen het nummer Kinetic 2017, een nieuwe versie van de oude hit van het Golden Girls-project. Later in 2017 verschijnt de single Copenhagen. Het album Monsters Exist wordt uitgebracht in september 2018. In 2023 brengen ze opnieuw een album uit. Op Optical Delusion zijn diverse gastbijdragen te horen. Zo werken ze samen met de Sleaford Mods op het nummer Dirty Rat. Het nummer is een aanklacht tegen het beleid van de Tory Party.
In 2024 beginnen ze een campagne om hun oudste werk weer onder de aandacht te brengen. Ze brengen het eerste album uit in een luxe box van 4 cd's met daarop naast de originele tracks ook liveopnamen, remixes en tracks die op ep's uit die tijd stonden. Dit doen ze een jaar later ook met hun tweede album. Het tweetal gaat op een tournee waarbij ze beide albums spelen. Daarbij maken ze ook nieuwe versies van oude tracks. Zo werken ze weer samen met Tilda Swinton op een remake van Deepest. Ook maken ze een nieuwe versie van Lush, met de Australische band Confidence Man. In de tussentijd maken ze ook een eigen versie van de oude hit Cafe Del Mar van Energy 52.

## Discografie
| Album met eventuele hitnotering(en) in de Nederlandse Album Top 100 | Datum van verschijnen | Datum van binnenkomst | Hoogste positie | Aantal weken | Opmerkingen                    |
| ------------------------------------------------------------------- | --------------------- | --------------------- | --------------- | ------------ | ------------------------------ |
| Orbital                                                             | 1991                  | -                     |                 |              | alias Green Album              |
| Orbital 2                                                           | 1993                  | -                     |                 |              | alias Brown Album              |
| Peel Session                                                        | 17-02-1994            | -                     |                 |              | verzamelalbum                  |
| Diversions                                                          | 22-03-1994            | -                     |                 |              | verzamelalbum                  |
| Snivilisation                                                       | 23-08-1994            | -                     |                 |              |                                |
| In Sides                                                            | 1996                  | 22-06-1996            | 71              | 7            |                                |
| Satan Live                                                          | 30-12-1996            | -                     |                 |              | livealbum                      |
| Event Horizon                                                       | 1997                  | -                     |                 |              | met Michael Kamen / soundtrack |
| The Middle of Nowhere                                               | 05-04-1999            | 01-05-1999            | 93              | 1            |                                |
| The Altogether                                                      | 2001                  | -                     |                 |              |                                |
| Back to Mine                                                        | 25-06-2002            | -                     |                 |              | verzamelalbum                  |
| Work 1989-2002                                                      | 20-08-2002            | -                     |                 |              | verzamelalbum                  |
| Octane                                                              | 28-10-2003            | -                     |                 |              | soundtrack                     |
| Blue Album                                                          | 10-08-2004            | -                     |                 |              |                                |
| Halcyon                                                             | 27-09-2005            | -                     |                 |              | verzamelalbum                  |
| Live at Glastonbury 1994-2004                                       | 11-06-2007            | -                     |                 |              | livealbum / 2-cd & dvd         |
| 20                                                                  | 09-06-2009            | -                     |                 |              | verzamelalbum                  |
| Wonky                                                               | 02-04-2012            | -                     |                 |              |                                |
| Pusher                                                              | 08-10-2012            | -                     |                 |              | soundtrack                     |
| Monsters Exist                                                      | 14-09-2018            | -                     |                 |              |                                |
| Thirty-Something                                                    | 29-07-2022            | -                     |                 |              | verzamelalbum/remixalbum       |
| Optical Delusion                                                    | 17-02-2023            | -                     |                 |              |                                |

| Album met hitnotering(en) in de Vlaamse Ultratop 200 albums | Datum van verschijnen | Datum van binnenkomst | Hoogste positie | Aantal weken | Opmerkingen |
| ----------------------------------------------------------- | --------------------- | --------------------- | --------------- | ------------ | ----------- |
| The Middle of Nowhere                                       | 1999                  | 24-04-1999            | 38              | 2            |             |
| Wonky                                                       | 2012                  | 14-04-2012            | 44              | 2            |             |
| Monsters Exist                                              | 2018                  | 06-10-2018            | 143             | 1            |             |